# 미사키 미쓰히로
미사키 미쓰히로(일본어: 見崎 充洋, 1970년 5월 6일 ~ )는 일본의 전 축구 선수이다.

## 구단 경력
1993년 재팬 풋볼 리그의 얀마 디젤(세레소 오사카)에 입단했다. 1994년 재팬 풋볼 리그 우승으로 J1리그로 승격했다. 1994년에 천황배 준우승. 1996년까지 53경기에 출전하여, 5득점을 넣었다. 1996년후 현역 은퇴.